# Cirrhigaleus australis
 Cirrhigaleus australis  — вид рода усатых колючих акул семейства катрановых акул отряда катранообразных. Обитает в юго-западной части Тихого океана на глубине до 640 м. Максимальный зарегистрированный размер 123. Размножается яйцеживорождением. Не представляет интереса для коммерческого рыболовства.

## Таксономия
Впервые научно вид описан в 2007 году. Ранее этот вид путали с усатой колючей акулой, чей ареал расположен севернее. Эти виды имеют морфологические и генетические отличия. у Cirrhigaleus australis сравнительно мелкие глаза, короче дорсально-каудальное расстояние и меньше грудные и спинные плавники, а также шипы у их основания.

## Ареал
Cirrhigaleus australis обитают в юго-западной части Тихого океан у побережья Австралии (Новый Южный Уэльс и Квинсленд) и, возможно, Новой Зеландии. Эти акулы встречаются в умеренных водах на континентальном и островном склоне на глубине от 360 до 640 м.

## Описание
Максимальный зарегистрированный размер составляет 123 см. Тело коренастое. Ноздри обрамлены широкими лоскутами кожи. Глаза небольшие. Верхние губные усики довольно короткие. Позади глаз имеются брызгальца. У основания спинных плавников имеются длинные шипы. Окраска серо-коричневого цвета, брюхо светлее. Каудальные края грудных и брюшных плавников имеют белую окантовку.

## Биология
Эти малоизученные акулы размножаются яйцеживорождением.

## Взаимодействие с человеком
Вид не представляет интереса для коммерческого промысла. Иногда в качестве прилова попадает в рыболовные снасти. Из-за длинных спинных шипов эти акулы могут запутаться в сетях и тралах. Данных для оценки Международным союзом охраны природы статуса сохранности вида недостаточно.